# Rosa glanduloso-setosa
Rosa glanduloso-setosa är en rosväxtart som beskrevs av G. G. Gadzhieva. Rosa glanduloso-setosa ingår i släktet rosor, och familjen rosväxter. Inga underarter finns listade i Catalogue of Life.